# 瓦盧盧伊特拉揚鄉
44°9′54″N 28°27′18″E / 44.16500°N 28.45500°E
瓦盧盧伊特拉揚鄉（羅馬尼亞語：Comuna Valu lui Traian, Constanța），是羅馬尼亞的鄉份，位於該國西南部，由卡拉什-塞維林縣負責管轄，面積63平方公里，海拔高度31米，2007年人口10,139，人口密度每平方公里160人。